# BMX (белок)
Цитоплазматическая тирозиновая протеинкиназа BMX (англ. Bone marrow kinase in chromosome X), или ETK (англ. Epithelial and endothelial tyrosine kinase) — нерецепторная тирозинкиназа семейства Tec, которая у человека кодируется геном BMX.
Ген BMX, кодирующий белок из 675 аминокислотных остатков, был впервые клонирован в 1994 году. Было установлено, что BMX примерно на 70 % гомологична по аминокислотной последовательности киназам BTK, ITK и TEC. Ген BMX локализован в малом плече X-хромосомы в положении 22.2.
BMX синтезируется в клетках костного мозга, эпителия, эндокарда и эндотелия сосудов. Удаление данного гена у мышей не приводит к явным изменениям в фенотипе.
В ответ на сигнал от рецепторов факторов роста, цитокинов и некоторых других рецепторов происходит PI3K-зависимая активация BMX. В свою очередь киназа BMX активирует белок STAT3.
Показано, что повышенное содержание BMX в клетках может оказывать негативное действие при некоторых видах злокачественных заболеваний (например, при раке простаты, мочевого пузыря и глиобластоме), а также при повреждениях головного мозга. Одним из механизмов, по которому BMX поддерживает жизнеспособность раковых клеток, может быть её способность стимулировать образование сосудов, питающих опухоль. В связи с этим BMX рассматривают как потенциальную мишень для новых противопухолевых препаратов.